# Kadú
Aldo Geraldo Manuel Monteiro (Porto Amboim, 30 november 1994) – voetbalnaam Kadú – is een Angolees voetbaldoelman.

## Clubcarrière
Kadú verhuisde in zijn tienerjaren naar Portugal. Hij speelde voor vier verschillende jeugdteams. In 2009 werd hij uitgeleend aan Padroense FC. Op 12 mei 2012 maakte hij zijn professioneel debuut op de laatste speeldag van het seizoen, waarin FC Porto zich eerder van de landstitel had verzekerd. Na tachtig minuten viel Kadú in voor Rafael Braccali. FC Porto won de wedstrijd met 5–2.Datzelfde seizoen speelde hij ook 8 minuten mee in de wedstrijd tegen Pêro Pinheiro in de strijd om de Portugese beker. De wedstrijd werd met 8-0 gewonnen. In de seizoenen 2013/14 en 2014/15 speelde Kadú wedstrijden in het tweede elftal van Porto. Gedurende het seizoen 2015-2016 verhuurde FC Porto hem aan Varzim SC, uitkomend in de Segunda Liga. Na de verhuurperiode vertrok Kadú bij bij Porto en speelde nog bij verschillende Portugese clubs, waaronder UD Oliveirense. Medio 2024 vertrok hij terug naar zijn geboorteland Angola, bij GD Sagrada Esperança.